# Seirococcaceae
Seirococcaceae es una familia del grupo de algas marrones en el orden Fucales.  La familia Seirococcaceae, contiene cinco géneros:
- Cystosphaera Skottsberg, 1907
- Marginariella Tandy, 1936
- Phyllospora C.Agardh, 1839
- Scytothalia Greville, 1830
- Seirococcus Greville, 1830